# Robert Cecil Martin
Robert Cecil Martin (ofte kaldet Uncle Bob) er en amerikansk programmør, foredragsholder og forfatter. Han er medforfatter af Det agile manifest.

## Udgivelser
- Martin, Robert Cecil (2002). Agile software development: principles, patterns, and practices. Upper Saddle River, NJ: Pearson Education. ISBN 9780135974445.
- Martin, Robert Cecil (2009). Clean code: a handbook of agile software craftsmanship. Upper Saddle River, NJ: Prentice Hall. ISBN 9780132350884.
- Martin, Robert Cecil (2011). The clean coder: a code of conduct for professional programmers. Upper Saddle River, NJ: Prentice Hall. ISBN 9780137081073.